# حورية الطاهري
حورية الطاهري- لاعبة ومدربة كرة قدم إماراتية ، وخبيرة لدي الأتحاد الدولي لكرة القدم "فيفا".

## السيرة الذاتية ومسيرتها الكروية[2]
تعد جورية أحد العناصر النسائية البارزة والمؤثرة في رياضة المرأة، وتحديداً كرة القدم التي ارتبطت بها منذ الصغر، حيث بدأت حياتها الكروية في سن مبكر، حيث كانت طفلة نشيطة تحب اللعب كثيرًا، ولم يكن هدفها في بادئ الأمر لعب كرة القدم، وإنما ممارسة الرياضة بشكل عام. وقد بدأت حورية حياتها المهنية في شركة ابوظبي للتأمين 2006-2009م،  ثم عملت في لجنة كرة القدم الإماراتية للسيدات حتي 2011م، وفي عام 2012م عملت في شركة الريم للاستثمار، وفي عام 2013 عملت في شركة زيورخ للتأمين- الشرق الاوسط. عملت جورية لمدة (10) سنوات في نادي أبوظبي، ثم لعبت مع نادي الوحدة الإماراتي
حورية حاصلة علي دبلوم الإدارة الرياضية من الأتحاد الدولي لكرة القدم. ألفت حورية كتابًا يتناول مشوارها الرياضي.
ظلت حورية تلعب كرة القدم، وتمارس مهنة التدريب في الوقت نفسه حتى عام 2012 في نادي أبو ظبي للإمارات، وفي عام 2013 حصلت على فرصة لتدريب أول فريق نسائي محترف في الإمارات، وهو فريق نادي الوحدة الذي نافس على عدة بطولات وحقق نجاحات عدة

## الانجازات الرياضية[3][5][6]
حورية لها العديد من الانجازات في مجال كرة القدم المجلية والعالمية، ونذكر من بينها
- أول مدربة كرة قدم إماراتية.
- أول خبيرة عربية في الأتحاد الدولي لكرة القدم "فيفا".
- منسق الدعم الفني في "مجلس ابوبي الرياضي"
- المدير الفني للجنة كرة القدم الإماراتية للسيدات
- مدربة فريق الناشئات تحت سن (15) عام.
- المدرب المساعد لمنتخب الإمارات لكرة القدم النسائية.
- حاصلة علي لقب أفضل حارسة عربية لثلاث مرات.
- اسست أكاديمية لكرة القدم في الإمارات للفتيان والفيات " ليجندز"
- حاصلة علي رخصة التدريب"A " (مدرب محترف)[5] من الأتحاد الىسيوي لكرة القدم.
- حاصلة علي لقب أفضل مدربة في موسم 2013م
- أفضل إمراة رياضية في مجال كرة القدم 2015م
- محاضرة في الأتحاد الدولي والآسيوي لكرة القدم.[4]